# Philipp E. Zaeh
Philipp Emanuel Zaeh ist ein deutscher Ökonom und Professor für Betriebswirtschaftslehre (BWL) an der HSBA Hamburg School of Business Administration.

## Leben
Philipp E. Zaeh studierte von 1987 bis 1993 Betriebswirtschaftslehre an der Friedrich-Alexander-Universität Erlangen-Nürnberg und erlangte dort den Abschluss Diplom-Kaufmann (Dipl.-Kfm.).
Von 1993 bis 1997 schloss sich seine Promotion zum Dr. rer. pol. am Institut für Wirtschaftsprüfung und Steuerwesen der Universität Hamburg bei Carl-Christian Freidank an. Er promovierte zum Thema Entscheidungsunterstützung in der Risikoorientierten Abschlussprüfung. Prozessorientierte Modelle zur EDV-technischen Quantifizierung der Komponenten des Prüfungsrisikos unter besonderer Würdigung der Fuzzy-Logic. Seine Dissertation wurde 1998 mit dem Hochschulpreis für Prüfungsforschung der Universität Potsdam ausgezeichnet. 1999 legte Zaeh das CFA Level I Examination ab und absolvierte 2010 eine Ausbildung zum Certified Valuation Analyst (CVA). Seit 1997 ist er in verschiedenen Positionen in der Wirtschaft tätig.
Seit 2007 ist Zaeh Professor für Betriebswirtschaftslehre mit den Schwerpunkten Unternehmensrechnung und Steuern an der HSBA.
Zu seinen Lehrfächern zählen Betriebswirtschaftliche Steuerlehre, Buchführung und (Konzern-)Bilanzierung (HGB / IFRS / US-GAAP), Finanzmathematik, Investition und Finanzierung, Kosten- und Leistungsrechnung, Controlling, Statistik, Risikomanagement (Zins- und Währungsrisiken), Internationale Prüfungsstandards (ISA) sowie Unternehmensbewertung.

## Forschungsschwerpunkte
Seine Forschungsschwerpunkte umfassen Internationale Rechnungslegungs- und Prüfungsstandards, Unternehmensbewertung und Bewertung immaterieller Vermögensgegenstände, interne Revision und Risikomanagement sowie Kostenmanagement.

## Auszeichnungen
- 1998: Hochschulpreis für Prüfungsforschung der Universität Potsdam für seine Dissertation

## Schriften (Auswahl)
- Entscheidungsunterstützung in der Risikoorientierten Abschlussprüfung. Prozessorientierte Modelle zur EDV-technischen Quantifizierung der Komponenten des Prüfungsrisikos unter besonderer Würdigung der Fuzzy-Logic. Verlag moderne industrie, Landsberg am Lech 1998. ISBN 978-3-478-39941-8.